# كريل طويل القرن
ايفوزي طويل القرن أو كريل طويل القرن (الاسم العلمي:Stylocheiron longicorne) هو نوع من الحيوانات البحرية يتبع جنس ايفوزي قلمي اليد من فصيلة الايفوزية.